# العلاقات الأسترالية الناوروية
العلاقات الأسترالية الناوروية هي العلاقات الثنائية التي تجمع بين أستراليا وناورو.

## مقارنة بين البلدين
هذه مقارنة عامة ومرجعية للدولتين:
| وجه المقارنة                                              | أستراليا                                   | ناورو                          |
| --------------------------------------------------------- | ------------------------------------------ | ------------------------------ |
| المساحة (كم2)                                             | 7.69 مليون                                 | 21                             |
| عدد السكان (نسمة)                                         | 24.51 مليون                                | 10.08 ألف                      |
| الكثافة السكانية (ن./كم²)                                 | 3.19                                       | 48.00 ألف                      |
| العاصمة                                                   | كانبرا، ملبورن                             | ضاحية يارين                    |
| اللغة الرسمية                                             | لغة إنجليزية                               | اللغة الناورونية، لغة إنجليزية |
| العملة                                                    | دولار أسترالي، جنيه إسترليني، جنيه أسترالي | دولار أسترالي                  |
| الناتج المحلي الإجمالي (بليون دولار)                      | 1.32 تريليون                               | 113.88 مليون                   |
| الناتج المحلي الإجمالي (تعادل القوة الشرائية) بليون دولار | 1.10 تريليون                               | 162.98 مليون                   |
| الناتج المحلي الإجمالي الاسمي للفرد دولار أمريكي          | 56.31 ألف                                  | 9.83 ألف                       |
| الناتج المحلي الإجمالي للفرد دولار أمريكي                 | 45.92 ألف                                  |                                |
| مؤشر التنمية البشرية                                      | 0.939                                      |                                |
| رمز المكالمات الدولي                                      | +61                                        | +674                           |
| رمز الإنترنت                                              | .au                                        | .nr                            |
| المنطقة الزمنية                                           |                                            | ت ع م+12:00                    |

## منظمات دولية مشتركة
يشترك البلدان في عضوية مجموعة من المنظمات الدولية، منها:
| علم المنظمة | اسم المنظمة                   | تاريخ انضمام أستراليا | تاريخ انضمام ناورو |
| ----------- | ----------------------------- | --------------------- | ------------------ |
|             | يونسكو                        | 4 نوفمبر 1946         | 17 أكتوبر 1996     |
|             | بنك التنمية الآسيوي           | 1966                  | 1991               |
|             | منظمة حظر الأسلحة الكيميائية  | ?                     | ?                  |
|             | الاتحاد البريدي العالمي       | ?                     | ?                  |
|             | منظمة الشرطة الجنائية الدولية | ?                     | ?                  |
|             | الأمم المتحدة                 | 1 نوفمبر 1945         | 14 سبتمبر 1999     |
|             | الاتحاد الدولي للاتصالات      | 27 مايو 1878          | 10 يونيو 1969      |
|             | دول الكومنولث                 | ?                     | ?                  |

## وصلات خارجية
- موقع وزارة الخارجية الأسترالية